# Пой песню, поэт…
«Пой песню, поэт…» — советский художественный фильм режиссёра Сергея Урусевского, состоящий из новелл и иллюстрирующий жизненный и творческий путь поэта Сергея Есенина. Фильм снят в 1971 году. На экраны вышел в марте 1973 года.

## Содержание
Кинокартина выстроена на пересечении фактов биографии Сергея Есенина и фрагментов его литературных произведений (стихов, поэмы «Анна Снегина»). Сценарно соединён образ поэта и его лирического героя.
В фильме звучат фрагменты из следующих произведений (перечислены в порядке появления):
- s:Кто я? Что я? Только лишь мечтатель (Есенин)
- s:Письмо к женщине (Есенин)
- s:Мы теперь уходим понемногу (Есенин)
- s:Чёрный человек (Есенин)
- s:Хороша была Танюша, краше не было в селе (Есенин)
- s:Мой путь (Есенин)
- s:Разбуди меня завтра рано (Есенин)
- s:Низкий дом с голубыми ставнями (Есенин)
- s:Исповедь хулигана (Есенин)
- s:Анна Снегина (Есенин)
- s:Я обманывать себя не стану (Есенин)
- s:Не гляди на меня с упрёком (Есенин)
- s:Ленин (Есенин)
- s:Несказанное, синее, нежное (Есенин)
- s:Страна негодяев (Есенин)/Часть вторая
- s:Спит ковыль. Равнина дорогая (Есенин)
- s:Никогда я не был на Босфоре (Есенин)
- s:Шаганэ ты моя, Шаганэ! (Есенин)
- s:В Хороссане есть такие двери (Есенин)
- s:Мелколесье. Степь и дали (Есенин)
- s:Возвращение на родину (Есенин)
- s:Письмо от матери (Есенин)
- s:Ответ (Есенин)
- s:Русь советская (Есенин)
- s:Не жалею, не зову, не плачу (Есенин)

| - Сергей Никоненко — Сергей Есенин - Наталья Ужвий — Татьяна Фёдоровна Есенина, мать поэта - Андрей Костричкин — дед Есенина - Наталия Белохвостикова — Анна Снегина - Татьяна Игнатова — Танюша - Евгений Киндинов — русый парень - Борис Хмельницкий — дядька Есенина - Александр Ханов — мельник - Светлана Суховей — девочка с коровой - Валерий Хлевинский — паромщик - Елена Коренева — девушка на пароме - Фарик Захарян — Есенин-мальчик | - Авторы сценария: Геннадий Шпаликов, Сергей Урусевский - Режиссёр-постановщик: Сергей Урусевский - Главный оператор: Сергей Урусевский - Главный художник: Давид Виницкий - Композитор: Кирилл Молчанов - Звукооператор: О. Буркова - Режиссёр: Б. Фридман - Дирижёр: Эмин Хачатурян - Постановка танцев: Игорь Моисеев - Редактор: Нина Глаголева - Научный консультант: С. Кошечкин - Музыкальный редактор: Р. Лукина - Грим: Т. Ковригина - Монтаж: Т. Зуброва - Костюмы: Л. Кузьмичёва, Л. Мочалина - Комбинированные съёмки: - оператор: Александр Ренков - художник: Зоя Морякова - Директор картины: В. Слонимский - Заместитель директора картины: Ростислав Бобков |

## Съёмки
По воспоминаниям Натальи Ужвий, режиссёр, он же оператор Сергей Урусевский добивался, чтобы каждый из участников картины проникся мировосприятием Есенина. Для погружения в атмосферу жизни поэта съёмочная группа ездила в родное село Есенина, Константиново Рязанской области, побывала в гостях у сестры поэта, Александры Александровны.

## Отзывы
…режиссёр С. Урусевский предпринял дерзкую попытку, пожалуй, не имеющую себе равных во всей истории кинематографа: он решил рассказать о поэте, держась не жизненной канвы, а канвы его творчества.

Имя Есенина, казалось, облегчало эту задачу — в стихах этого открыто исповедального поэта жизненные, автобиографические мотивы распознаются даже невооруженным глазом. И ранние скандалы в снобистских салонах, и жизнь в деревне первых послереволюционных лет, и паломничество, скажем, на ориентальный Восток или в индустриальную Америку — все эти факты биографии легко и естественно переплавлялись в факты поэзии. <…> Стихи звучат как диалоги персонажей, стихи взяты как ремарка и развернуты в пейзажные или декоративные изыски, наконец, стихи просто звучат из-за кадра, комментируя, а иногда и дублируя изображение.— кинокритик Виктор Дёмин, журнал «Спутник кинозрителя», март 1973